# Lactarius scrobiculatus
Lactarius scrobiculatus é um fungo que pertence ao gênero de cogumelos Lactarius na ordem Russulales.  Cresce em florestas de coníferas nas zonas montanhosas e seus corpos frutíferos emergem do verão para o outono.